# تاندل
تاندل (به لوکزامبورگی: Tandel) یک شهرداری در شهر ویاندن کشور دوک‌نشین لوکزامبورگ است که ۶۳٫۸۲ کیلومترمربع مساحت دارد و جمعیت آن در سال ۲۰۱۱ میلادی ۱۷۴۷ نفر بوده‌است.

## بخش‌ها
این شهرداری ۱۱ بخش یا زیرمجموعه دارد که عبارتند از:
- باستندوئرف (Baastenduerf)
- بتل (Bëttel)
- برانبورگ (Branebuerg)
- فورن (Furen)
- هوشترهاف (Houschterhaff)
- کپنهاف (Këppenhaff)
- لاشنت (Laaschent)
- لونگسدرف (Longsdref)
- سلتز (Selz)
- تاندل (Tandel) مرکز
- والسدرف (Waalsdref)

## تاریخچه جمعیت
تاریخچه رشد جمعیت این شهرداری در جدول زیر آمده‌است  :
| سال  | جمعیت |
| ---- | ----- |
| ۱۸۲۱ | ۱۲۶۴  |
| ۱۸۵۱ | ۱۷۶۵  |
| ۱۸۸۰ | ۱۷۹۹  |
| ۱۹۱۰ | ۱۶۲۲  |
| ۱۹۳۵ | ۱۴۵۷  |
| ۱۹۴۷ | ۱۲۴۱  |
| ۱۹۶۰ | ۱۱۳۷  |
| ۱۹۷۰ | ۱۱۲۱  |
| ۱۹۸۱ | ۱۱۷۷  |
| ۱۹۹۱ | ۱۱۹۶  |
| ۲۰۰۱ | ۱۴۱۸  |
| ۲۰۰۴ | ۱۵۴۰  |
| ۲۰۰۷ | ۱۶۴۳  |
| ۲۰۱۰ | ۱۷۲۵  |
| ۲۰۱۱ | ۱۷۴۷  |